# Владимировка (Свердловская область)
Владимировка — деревня в Тавдинском городском округе Свердловской области России.

## Географическое положение
Деревня Владимировка муниципального образования «Тавдинском городском округе» Свердловской области расположена в 36 километрах (по автотрассе в 48 километрах) к востоку-северо-востоку от города Тавда. В окрестностях деревни расположено болото Шайтанское, а также проходит автотрасса Тавда – Карабашка.

## Покровская церковь
В 1916 году была построена деревянная, однопрестольная церковь, которая была освящена в честь Покрова Пресвятой Богородицы. Церковь была закрыта в 1930 году.

## Население
| 2002 | 2010 |
| ---- | ---- |
| 0    | →0   |